# Abierto Mexicano Telcel 2006
Die Abierto Mexicano Telcel 2006 waren ein Tennisturnier der WTA Tour 2006 für Damen und ein Tennisturnier der ATP Tour 2006 für Herren in Acapulco und fanden zeitgleich vom 25. Februar bis zum 4. März 2006 statt.